# فيليب بيترمان
فيليب بيترمان (بالألمانية: Philip Petermann)‏ هو لاعب كرة قدم نمساوي في مركز حراسة المرمى، ولد في 3 أغسطس 1991 في فيينا في النمسا. شارك مع منتخب النمسا تحت 17 سنة لكرة القدم ومنتخب النمسا تحت 19 سنة لكرة القدم. أما مع النوادي، فقد لعب مع أوستريا فيينا.

## وصلات خارجية
- فيليب بيترمان على موقع قاعدة بيانات كرة القدم.إي يو (الإنجليزية)
- فيليب بيترمان على موقع Soccerway.com (الإنجليزية)
- فيليب بيترمان على موقع عالم كرة القدم.نت (الإنجليزية)